# Martin Lagois
Martin Theodor Alfred Lagois (* 5. Dezember 1912 in Lagendorf/Altmark; † 27. Januar 1997 in Nürnberg) war ein deutscher evangelisch-lutherischer Theologe und Fernsehbeauftragter der Evangelisch-Lutherischen Kirche in Bayern. Nach ihm ist der Martin-Lagois-Fotowettbewerb benannt, den der Evangelische Presseverband für Bayern e.V. (EPV) seit 2008 alle zwei Jahre vergibt.

## Biographie

### Studium und Kriegsdienst
Martin Lagois wurde am 5. Dezember 1912 in der Altmark als Nachfahre von Hugenotten und als Sohn des Pfarrers Jean Lagois und seiner Frau Elisabeth geb. Pohlmann geboren. Sein Großvater war der Pfarrer und Schriftsteller Alfred Pohlmann. Nach dem Studium der Theologie in Göttingen, Tübingen und Halle schrieb er 1935 seine Examensarbeit über die Prädestinationslehre – die Lehre der Vorherbestimmung – des Mönches Gottschalk im 9. Jahrhundert. Im Anschluss machte er sein Vikariat in Osterburg und Iden in der Altmark.
Nach seiner Ordination zum Pfarrer 1938 ging Lagois als Hilfsprediger im Dienst des Kirchlichen Außenamts für die Deutsche Evangelische Gemeinde nach Rom. Zwei Jahre später wechselte er nach dem Spanischen Bürgerkrieg nach Bilbao für den Dienst an den „evangelischen Diasporagemeinden in Spanien“.

### Familie und Pfarramt
1940 heiratete er in Bittkau bei Grieben Anna Elisabeth Pape genannt Anneliese, mit der er vier Kinder hatte. 1943 wurde Lagois zum Kriegsdienst eingezogen. Nach seiner Entlassung aus dem amerikanischen „Internierungslager 76“ auf dem Hohenasperg in Baden-Württemberg kam er 1946 mit seiner Frau Anneliese und den zwei älteren Töchtern ins Dekanat Nürnberg – zunächst als „Amtsaushilfe“. 1948 übernahm die Evangelisch-Lutherische Kirche in Bayern Lagois in den Pfarrdienst und er wurde im Folgejahr Pfarrer der Gemeinde St. Leonhard in Schweinau.

### Medienarbeit
Der bayerische evangelische Landesbischof Hans Meiser und der kirchliche Publizist Robert Geisendörfer warben Martin Lagois als Redakteur im Evangelischen Presseverband für Bayern e.V. an. Dessen Interesse an Medien und sein Frust über unprofessionelle Medienarbeit waren so groß, dass er sich zusätzlich zum Schreiben autodidaktisch in das Handwerk des Fotografen und Filmemachers einarbeitete.
Zwar gelang es Lagois nicht, die evangelische Tageszeitung „Allgemeine Rundschau“ wieder aufzubauen, doch prägte er als Redakteur und ab 1952 als Leiter der Redaktion Franken die Medienberichterstattung über Soziales, Kultur und Gemeindeleben. Seine Beiträge erschienen unter anderem in regionalen Tageszeitungen wie der „Nürnberger Zeitung“ und im „Sonntagsblatt“, der evangelischen Wochenzeitung für Bayern. Seine Magazinbeiträge „Blick vom Kirchturm“ auf 16-Millimeter-Filmen bildeten ebenfalls kirchliches Leben in Bayern ab und waren der erste Schritt hin zum Evangelischen Fernsehen.
Beim Evangelischen Kirchentag in München 1959 drehte Lagois seinen ersten Film für das Bayerische Fernsehen. In den Folgejahren reiste er für weitere Bewegtbild-Reportagen nach Tansania (1962), in die Südsee nach Neuguinea (1963), ans Nordkap (1965) und nach Brasilien (1967).
Mit Wirkung zum 1. Januar 1969 ernannte die bayerische evangelische Landeskirche Martin Lagois zum Fernsehbeauftragten und Geschäftsführer für die Produktion in der Medienzentrale der Landeskirche. Von nun an war er offiziell mit der Produktion von Beiträgen für den Bayerischen Rundfunk und die Evangelische Filmgesellschaft EIKON sowie Bildreihen und Filmen für Religionsunterricht und Gemeinden beauftragt. Es folgten weitere Reisen nach Brasilien, Spanien und Israel.
Auch nach 1980, als Lagois bereits in den Ruhestand gegangen war, schrieb, publizierte und fotografierte er noch mit seiner Leica. Dabei entstanden etwa ein Bildband über die Nürnberger Sebalduskirche oder das Buch „Luthers Erben in Bayern“. Mehr als 50 Tonbild- und Diaserien stammen von ihm.

### Vom Tod zum Lagois-Wettbewerb
Nach seinem Tod im Alter von 84 Jahren am 27. Januar 1997 in Nürnberg vererbte Lagois seinen fotografischen Nachlass dem Evangelischen Presseverband für Bayern e.V. Neben Farbdias umfasste er etwa 100.000 Schwarz-Weiß-Negative – eine Dokumentation fränkischer Kirchengeschichte. Der EPV sortierte und digitalisierte das Bildmaterial für sein Bildarchiv und publizierte 1998 den Bildband „Frommes Franken. Martin Lagois, Pfarrer und Photograph“.  Seit 2008 wird im Zweijahresrhythmus der „Martin-Lagois-Fotowettbewerb“ zu sozialkritischen, gesellschaftspolitischen und ethischen Fragestellungen ausgeschrieben.

## Auszeichnungen
- 1979 bekam Lagois in Nürnberg durch Staatsminister Fritz Pirkl das Bundesverdienstkreuz am Bande verliehen. In der Begründung hieß es, er habe mit Hilfe seiner „publizistischen Auswertung“ der Reisen „wesentliche Akzente der Beurteilung fremder Länder“ gesetzt.[14]
- 1988 ernannte die Evangelische Medienzentrale in Bayern Martin Lagois für seine Verdienste in der kirchlichen Medienarbeit zum Ehrenmitglied.[15]
- 1992 überreichte das in Rothenburg ob der Tauber erschienene „Evangelische Sonntagsblatt aus Bayern“ Martin Lagois den Wilhelm-Sebastian-Schmerl-Preis für sein Engagement im Aufbau der evangelischen Pressearbeit in Franken nach dem Krieg. Die mit 10.000 Mark dotierte Auszeichnung teilte er sich mit dem Karikaturisten und Pfarrer Werner Küstenmacher.[16]

## Veröffentlichungen
- Martin Lagois: Evangelische Filmarbeit. In: Hans Heuer u. a. (Hrsg.): Unsere Evangelische Kirche heute. Aufgabe und Wirken der Kirche in der Gegenwart. Nürnberg 1960, S. 324–330.
- Martin Lagois: Wo Schatten an den Wolken kratzen. Reportagen vom evangelischen Dienst in Brasilien. Verlag der Evangelisch-Lutherischen Mission, Erlangen 1968.
- Martin Lagois: Neuland und Indianerzelt. Reportagen vom Aufbruch der Evangelischen Kirche. Verlag der Evangelisch-Lutherischen Mission, Erlangen 1969.
- Christoph Jahn (Hrsg.): Es begann am Rio dos Sinos. Mit Bildern von Martin Lagois. Verlag der Evangelisch-Lutherischen Mission, Erlangen 1970.
- Martin Lagois: Weltmission heute. Ausstellung in Neuendettelsau. Freimund-Verlag, Neuendettelsau ca. 1974.
- Martin Lagois: Mitten unter den Lebenden. Ein Gang durch die alten Friedhöfe. In: Stadt Nürnberg (Hrsg.): Nürnberg Heute. Eine Zeitschrift für Bürger, Freunde und Gäste der Stadt., Sonderausgabe zum 18. Deutschen Evangelischen Kirchentag in Nürnberg, Nürnberg 1979, S. 66–70.
- Wilhelm Schwemmer, Martin Lagois (Hrsg.): Die Sebalduskirche in Nürnberg. Albert Hofmann Verlag, Nürnberg 1979, ISBN 3-87191-043-0.
- Friedrich Eras, Martin Lagois: Luthers Erben in Bayern. Süddeutscher Verlag, München 1980, ISBN 3-7991-6090-6.
- Arteno Spellmeier: Sprich mit den Sprachlosen ein Wort: Schicksale am Amazones. Mit Fotos von Martin Lagois. Verlag der Evangelisch-Lutherischen Mission, Erlangen 1985.